# Helina curtostylata
Helina curtostylata är en tvåvingeart som beskrevs av Fang och Fan 1986. Helina curtostylata ingår i släktet Helina och familjen husflugor.
Artens utbredningsområde är Sichuan (Kina). Inga underarter finns listade i Catalogue of Life.